# دندان‌های آسیای کوچک

دندان‌های آسیای کوچک یا پره‌مولرها (Premolars) دندان‌های انتقالی در دستگاه دندانی انسان هستند که بین دندان‌های نیش و آسیای بزرگ قرار گرفته‌اند. این دندان‌ها در هر ربع فک (چپ/راست، بالا/پایین) دو عدد بوده و جمعاً ۸ عدد در دهان انسان بالغ وجود دارند.

## ویژگی‌های آناتومیک
- موقعیت: بین دندان نیش (کانین) و آسیای بزرگ (مولر)
- تعداد: ۸ عدد (دو عدد در هر ربع فک)
- شکل تاج:

```
 * سطح جونده دارای دو کاسپ (برجستگی) در پره‌مولرهای بالا
 * سطح جونده معمولاً یک کاسپ در پره‌مولرهای پایین
```

- ریشه‌ها:

```
 * فک بالا: معمولاً دو ریشه‌ای
 * فک پایین: معمولاً تک ریشه‌ای
```

## مشخصات دندان‌های آسیای کوچک
| ویژگی       | پره‌مولرهای فک بالا | پره‌مولرهای فک پایین |
| ----------- | ------------------ | ------------------- |
| تعداد کاسپ  | ۲                  | ۱-۲                 |
| تعداد ریشه  | معمولاً دو ریشه     | معمولاً تک ریشه      |
| شماره جهانی | ۴، ۵               | ۲۱، ۲۸              |
| زمان رویش   | ۱۰-۱۲ سالگی        | ۱۰-۱۲ سالگی         |

## عملکرد و اهمیت بالینی
پره‌مولرها دارای چندین نقش مهم هستند:
- جویدن و آسیاب کردن اولیه غذا
- هدایت غذا به سمت دندان‌های آسیای بزرگ
- حفظ ارتفاع صورت و حمایت از ساختار فک

در ارتودنسی، پره‌مولرها اغلب به دلایل زیر کشیده می‌شوند:
- کمبود فضا برای تراز کردن دندان‌ها
- درمان اوربایت یا آندربایت شدید
- آماده‌سازی برای درمان ارتودنسی[۲]

## رویش و تکامل
- شروع تشکیل: حدود ۲ سالگی
- تکمیل تاج: ۶-۷ سالگی
- رویش در دهان: ۱۰-۱۲ سالگی
- تکمیل ریشه: ۱۲-۱۴ سالگی

مراحل تکامل دندان آسیای کوچک

پره‌مولرها جانشین دندان‌های شیری آسیای کوچک (دندان‌های شیری D و E) می‌شوند.

## مشکلات شایع و مراقبت

### مشکلات رایج
- پوسیدگی به دلیل گیر غذایی
- دندان‌قروچه (براکسیسم)
- نهفتگی در موارد نادر

### مراقبت‌های پیشگیرانه
- مسواک زدن صحیح با توجه به ساختار کاسپ‌ها
- استفاده از نخ دندان به دلیل تماس نزدیک با دندان‌های مجاور
- معاینات منظم دندانپزشکی[۳]

## نگارخانه

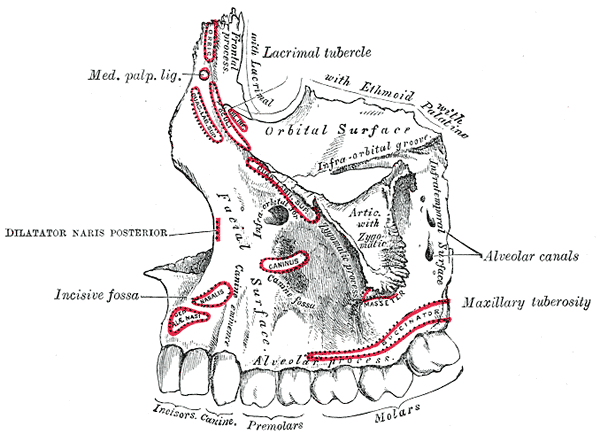
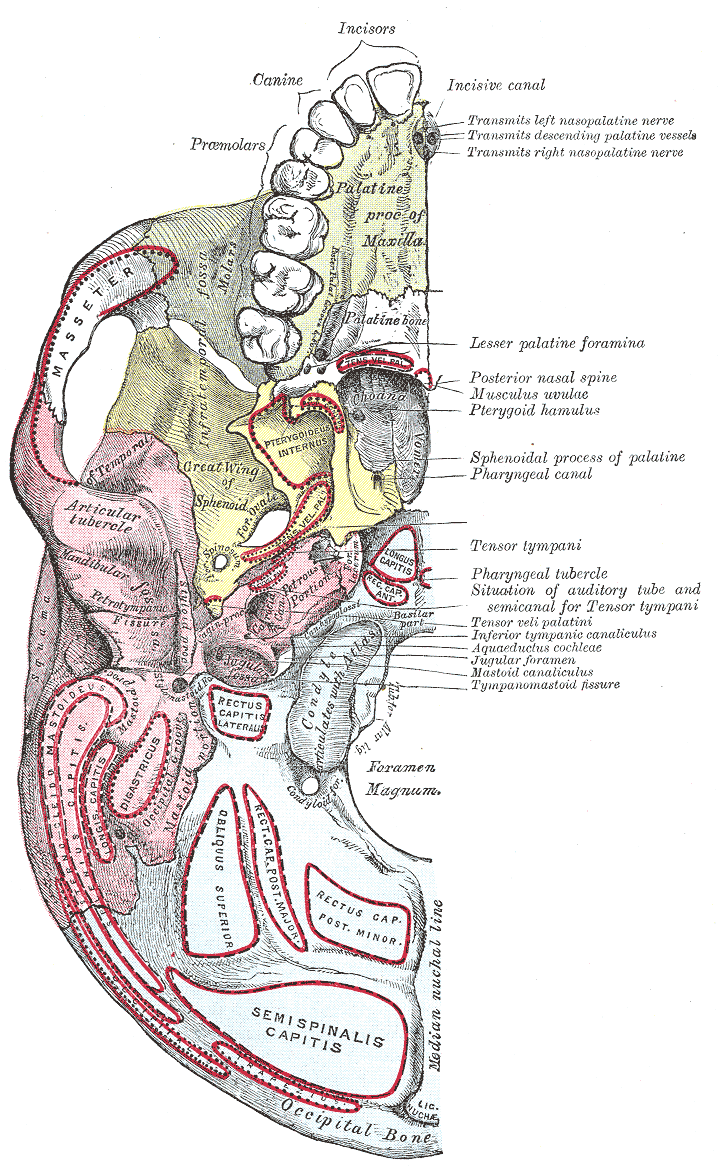